# Джюетт (Нью-Йорк)
Джюетт (англ. Jewett) — місто (англ. town) в США, в окрузі Грін штату Нью-Йорк. Населення — 879 осіб (2020).

## Демографія
Згідно з переписом 2010 року, у місті мешкали 953 особи в 458 домогосподарствах у складі 280 родин. Було 1182 помешкання
Расовий склад населення:
| - 97,9 % — білих - 0,4 % — азіатів |

До двох чи більше рас належало 1,4 %. Частка іспаномовних становила 3,1 % від усіх жителів.
За віковим діапазоном населення розподілялося таким чином: 14,0 % — особи молодші 18 років, 60,0 % — особи у віці 18—64 років, 26,0 % — особи у віці 65 років та старші. Медіана віку мешканця становила 53,1 року. На 100 осіб жіночої статі у місті припадало 107,6 чоловіків;  на 100 жінок у віці від 18 років та старших — 109,7 чоловіків також старших 18 років.
Середній дохід на одне домашнє господарство  становив 66 911 долар США (медіана — 53 889), а середній дохід на одну сім'ю — 76 681 долар (медіана — 58 438). За межею бідності перебувало 5,2 % осіб, у тому числі 0,0 % дітей у віці до 18 років та 5,1 % осіб у віці 65 років та старших.
Цивільне працевлаштоване населення становило 388 осіб. Основні галузі зайнятості: освіта, охорона здоров'я та соціальна допомога — 37,4 %, мистецтво, розваги та відпочинок — 27,8 %, науковці, спеціалісти, менеджери — 16,0 %, роздрібна торгівля — 5,9 %.